# Gregory Highway
Der Gregory Highway ist eine Fernverkehrsstraße in Queensland, Australien. Er hat eine Länge von 912 km und verläuft in Nordwest-Südost-Richtung im Wesentlichen parallel zur Ostküste Australiens.
Seinen Namen erhielt der Gregory Highway von Augustus Gregory, einem Entdeckungsreisenden, der Mitte des 19. Jahrhunderts mehrere Entdeckungsreisen in Australien unternahm. Der Verlauf des Highways folgt dabei mehr oder weniger der Route, die Gregory auf seiner Reise in den Jahren 1855–1856 nahm.

## Verlauf

### Springsure – Clermont
Der Gregory Highway beginnt in Springsure im Zentrum von Queensland, wo er vom Dawson Highway abzweigt. Von Springsure aus verläuft der Gregory Highway zunächst 65 km nach Norden, wo er in Emerald den Capricorn Highway (A4) kreuzt, der von Rockhampton nach Barcaldine führt. Nördlich von Emerald verläuft der Gregory Highway über 105 km in nordwestlicher Richtung bis nach Clermont. Wenige Kilometer nördlich der Stadt zweigt der Peak Downs Highway (S70) nach Mackay nach Osten ab.

### Clermont – Charters Towers
Nördlich von Clermont trägt die Straße die Bezeichnung Gregory Developmental Road. und wird als Staatsstraße 63 bezeichnet. Diese führt weiter in nordwestlicher Richtung durch weite, von Rinderfarmen geprägte Landstriche, bis nach etwa 370 km Charters Towers erreicht ist. Dort kreuzt sie den Flinders Highway (A6), der von Townsville nach Cloncurry führt.

### Charters Towers – Georgetown
Hinter Charters Towers verläuft die Gregory Developmental Road weiter in nordwestlicher Richtung. Nach etwa 250 km ist Lynd Junction (Oasis Roadhouse) erreicht, wo die Kennedy Developmental Road (S62) in Nordsüd-Richtung kreuzt. Danach führt die Gregory Developmental Road noch etwa 180 km bis nach Georgetown. Dort endet sie beim Aufeinandertreffen mit der Gulf Developmental Road, Teil des National Highway 1.
Der höchste Punkt im Verlauf des Highways liegt auf 328 m, der niedrigste auf 175 m.